# Вяткин, Алексей Михайлович
Алексей Михайлович Вяткин (25 июля 1984, Усть-Каменогорск, Казахская ССР, СССР) — казахстанский хоккеист, нападающий.

## Биография
А.М. Вяткин - воспитанник усть-каменогорского хоккея. В течение игровой карьеры выступал в нескольких лигах чемпионата России. В высшей лиге провел 239 игр, набрав 27+29 очков. В первой лиге провел 73 игры, набрав 27+19 очков.
В 114 играх чемпионата Казахстана отметился 25 шайбами и 39 передачами.
На чемпионатах мира выступал в 2000 (U18), 2001 (U18), 2004 (U20), 2008 (1 дивизион мирового хоккея).